# Мадраський технологічний інститут
Мадраський технологічний інститут (MIT) — інженерний вищий навчальний заклад в індійському місті Ченнаї. Є одним з чотирьох незалежних коледжів університету Анни.

## Підрозділи університету
- Факультет аеронавтики
- Автомобільний факультет
- Факультет комп'ютерних технологій
- Факультет інформаційних технологій
- Факультет електроніки
- Приладобудівний факультет
- Факультет харчових технологій
- Факультет гуми та пластмас
- Центр космічних досліджень[1]
- Науково-дослідний центр імені Чандрасекхари[2]
- Автомобільний науково-навчальний центр (CART)

## Відомі випускники
- Абдул Калам — 11-й президент Індії (2002—2007)
- Сусі Ганесхан — індійський продюсер, режисер і сценарист